# Pierre Braine
Pierre Braine (Berchem, 1900. október 26. – 1951. november 6.) belga válogatott labdarúgó.
A belga válogatott tagjaként részt vett az 1930-as világbajnokságon és az 1928. évi nyári olimpiai játékokon.

## Sikerei, díjai
Beerschot AC
- Belga bajnok (5): 1922, 1924, 1925, 1926, 1928

## Külső hivatkozások
- Pierre Braine a FIFA.com honlapján Archiválva 2015. február 5-i dátummal a Wayback Machine-ben